# Dauphin Island
Dauphin Island – miasto portowe w Stanach Zjednoczonych, w stanie Alabama, w hrabstwie Mobile, na wyspie barierowej o tej samej nazwie, położonej między otwartymi wodami Zatoki Meksykańskiej (na południu) a zatoką Mobile i cieśniną Mississippi Sound (na północy).

## Demografia
W roku 2023 miasto zamieszkiwało 1895 osób, a gęstość zaludnienia wynosiła 117 osób/km².